# 아르한겔스키군

아르한겔스키군의 위치

아르한겔스키군(러시아어: Арха́нгельский райо́н, 바시키르어: Архангель районы)은 바시키르 공화국의 우파의 남동쪽에 위치한 군이다. 1930년에 설치되었다. 중심지는 아르한겔스코예(Архангельское)이다. 면적은 2422 km2이고 76개의 읍이 위치해 있다.